# NGC 1249
NGC 1249 este o galaxie spirală situată în constelația Orologiul. A fost descoperită în 5 decembrie 1834 de către John Herschel. Se află la o distanță de 15,07 megaparseci de Pământ.